# Durbo (sous-marin)
Le Durbo est un sous-marin de la classe Adua (sous-classe de la Serie 600), en service dans la Regia Marina lancé au milieu des années 1930 et ayant servi pendant la Seconde Guerre mondiale.
Il est nommé d'après la ville de Durba (en italien : Durbo) en Éthiopie.

## Caractéristiques
Les sous-marins de la classe Adua sont des sous-marins de petite croisière à simple coque avec double fond central et bulges latéraux, pratiquement identiques à ceux de la série précédente Perla dont ils constituent une répétition. C'est la plus grande série de la classe 600 et donne de bons résultats au cours du conflit, bien que la vitesse de surface soit plutôt faible, les bateaux sont robustes et maniables. Il y a de petites différences dans le déplacement et les détails de construction entre les unités construites sur des sites différents.
Ils déplaçaient 697,25 tonnes en surface et 856,40 tonnes en immersion. Les sous-marins mesuraient 60,18 mètres de long, avaient une largeur de 6,45 mètres et un tirant d'eau de 4,7 mètres.
Pour la navigation de surface, les sous-marins étaient propulsés par deux moteurs diesel de 600 chevaux (447 kW), chacun entraînant un arbre d'hélice. En immersion, chaque hélice était entraînée par un moteur électrique de 400 chevaux-vapeur (298 kW). Ces moteurs électriques étaient alimentés par une batterie d'accumulateurs au plomb composée de 104 éléments. Ils pouvaient atteindre 14 nœuds (26 km/h) en surface et 7,5 nœuds (13,9 km/h) sous l'eau. En surface, la classe Adua avait une autonomie de 3 180 milles nautiques (5 890 km) à 10,5 nœuds (19,4 km/h), en immersion, elle avait une autonomie de 74 milles nautiques (137 km) à 4 nœuds (7,4 km/h)
Les sous-marins étaient armés de six tubes lance-torpilles internes de 53,3 cm, quatre à l'avant et deux à l'arrière. Une torpille de rechargement était transportée pour chaque tube, pour un total de douze. Ils étaient également armés d'un canon de pont de 100 mm OTO 100/47 pour le combat en surface. L'armement antiaérien léger consistait en une ou deux paires de mitrailleuses Breda Model 1931 de 13,2 mm

## Construction et mise en service
Le Durbo est construit par le chantier naval Odero-Terni-Orlando (OTO) de Muggiano à La Spezia en Italie, et mis sur cale le 8 mars 1937. Il est lancé le 6 mars 1938 et est achevé et [[Mise
en service d'un navire|mis en service]] le 1er juillet 1938. Il est commissionné le même jour dans la Regia Marina.

## Historique
En août 1938, le Durbo est affecté à Léros, une île grecque de l'archipel du Dodécanèse dans la mer Égée. Il passe environ un an à participer à des exercices entre Rhodes et Leros avant de retourner en Italie.
Le Durbo, sous le commandement du lieutenant de vaisseau (tenente di vascello) Armando Acanfora, avec ses navires-jumeaux (sister-ships) Beilul et Tembien, forme le 35e escadron du IIIe groupe de sous-marins basé à Messine. Le 9 juin 1940, à l'entrée de l'Italie dans la Seconde Guerre mondiale, il quitte la base pour une mission offensive dans le golfe d'Hammamet.
Le 16 juin 1940, à 6 h 10, à la position géographique de 34° 06′ N, 11° 33′ E dans le Golfe de Hammamet à environ 44 milles nautiques (82 km) au sud-ouest de Pantelleria, alors qu'il se dirige vers sa zone de patrouille, le Durbo lance deux torpilles sur une petite unité (peut-être une corvette, ou un destroyer français), entendant une violente détonation au bout de deux minutes, mais la mer agitée rend impossible de vérifier si le navire a été touché. Il n'y a pas d'informations sur des navires endommagés ou coulés dans cette zone à cette date.
Au cours des mois suivants, le Durbo effectue plusieurs patrouilles supplémentaires autour de Malte et de Pantelleria, mais sans succès.
Le 9 octobre 1940, le Durbo, toujours sous le commandement du lieutenant de vaisseau Acanfora, navigue de Messine vers sa nouvelle zone d'opérations, à environ 70 milles nautiques (130 km) à l'est de Gibraltar. Le 12 octobre 1940, il atteint la zone qui lui est assigné près de l'île d'Alborán, au sud de Malaga, et commence à patrouiller en prévision d'un convoi britannique dont il doit faire rapport. Le Durbo patrouille dans la zone jusqu'au 18 octobre et aperçoit plusieurs navires, dont un destroyer britannique le 17 octobre, mais n'attaque aucune des cibles repérées.
Au petit matin du 18 octobre, alors qu'il est en surface, le lieutenant de vaisseau Acanfora apprend que le sous-marin a développé une fuite d'huile, et ordonne à l'équipage de régler le problème le plus rapidement possible. Quelques heures plus tard, alors que le soleil est au rendez-vous et que l'équipage est sûr que la fuite a été réparée, le Durbo s'immerge à environ 30 mètres de profondeur. À 17 h 25, un hydravion Saunders Roe A.27 "London" de l'escadron no 202 de la RAF (No. 202 Squadron RAF), piloté par le capitaine Percy R. Hatfield, aperçoit des bulles d'air et une petite nappe de pétrole alors qu'il volait au large de l'île d'Alborán, à 65 milles nautiques (120 km) à l'est du détroit de Gibraltar. Le Durbo vient de détecter un navire, et s'élève jusqu'à la profondeur de périscope pour observer sa cible potentielle. Vers 17 h 50, avec un autre hydravion Saunders Roe A.27 "London" de l'escadron no 202 de la RAF, piloté par le capitaine Norman F. Eagleton, Hatfield largue des bombes à l'endroit des bulles et du pétrole. Les bombes larguées par l'avion explosent mais n'endommage pas le Durbo, mais forcent le sous-marin à plonger à 30 m (100 pieds) pour éviter de nouvelles attaques des hydravions. Le navire détecté par le Durbo est l'un des destroyers britanniques, le HMS Firedrake (H79) ou HMS Wrestler (D35), qui patrouille à proximité. Après qu'une vigie sur le HMS Firedrake ait observé les avions de reconnaissance plonger et lâcher des bombes, les deux navires se sont précipités pour se rapprocher de la zone d'attaque, et ont rapidement établi un contact sur l'ASDIC. Le Durbo plonge à environ 61 mètres pour essayer de se détacher des attaquants, puis s'enfonce encore plus profondément, à 120 mètres. La pression a mis à rude épreuve les plaques d'acier, ce qui augmente les fuites d'huile, rendant la position du sous-marin encore plus visible pour les destroyers. Les grenades sous-marines fixées à 110 m ont été larguées, ce qui a entraîné la formation d'une grosse bulle d'air à la surface, qui a pu endommager le système d'alimentation en air du sous-marin. Après une autre attaque, le sous-marin remonte rapidement à la surface et essuie les tirs du HMS Wrestler. Le sous-marin replonge, et une autre attaque par grenades sous-marines s'ensuit. Après qu'une cinquantaine de grenades sous-marines ont été larguées par les deux destroyers, vers 19 h 30, le sous-marin refait surface et, immédiatement, essuie les tirs des deux destroyers. Un des obus touche la tour de contrôle (kiosque), forçant l'équipage à commencer à abandonner le sous-marin,,
Le Durbo coule la poupe en premier à 19 h 50 le 18 octobre 1940, à la position géographique de 35° 57′ N, 4° 00′ O avec les 46 hommes de son équipage (5 officiers et 41 non-officiers et marins) qui sont secourus par le HMS Firedrake.
Avant le naufrage du Durbo, une équipe d'abordage britannique composée d'hommes du HMS Firedrake et du HMS Wrestler est montée à bord. Ils sont descendus dans la salle de contrôle, et réussissent à saisir les codes et les ordres opérationnels qui n'ont pas été détruits. La capture de documents secrets eut un résultat fatal à court terme: ils indiquaient l'emplacement d'autres sous-marins italiens, et deux jours plus tard, le 20 octobre 1940, un groupe de destroyers britanniques tendit un piège au sous-marin Lafolè dont l'emplacement a été révélé par les documents capturés. Le Lafolè est coulé après une dure poursuite, ne laissant que neuf survivants.
Le sous-marin avait effectué un total de six missions de guerre, couvrant un total de 2 598 milles nautiques (4 811 km) en surface et 976 milles nautiques (1 807 km) sous l'eau.